# Аркашон
Аркашон (фр. Arcachon) је насељено место у Француској у региону Нова Аквитанија, у департману Жиронда.
По подацима из 2011. године у општини је живело 10.776 становника, а густина насељености је износила 1425,4 становника/km².

## Демографија
| 1962.  | 1968.  | 1975.  | 1982.  | 1990.  | 2011.  |
| ------ | ------ | ------ | ------ | ------ | ------ |
| 14.862 | 14.986 | 13.892 | 13.293 | 11.770 | 10.776 |